# Leptepania minuta
Leptepania minuta är en skalbaggsart som beskrevs av J. Linsley Gressitt 1935. Leptepania minuta ingår i släktet Leptepania och familjen långhorningar.
Artens utbredningsområde är Taiwan. Inga underarter finns listade i Catalogue of Life.